# جيوفري بيكر
جيوفري بيكر (30 يوليو 1970 في نيوزيلندا - ) (بالإنجليزية: Geoffrey Baker)‏ هو لاعب كريكت نيوزلندي.

## وصلات خارجية
- جيوفري بيكر على موقع إي آس بي آن كريك إنفو (الإنجليزية)